# (523639) 2010 RE64
(523639) 2010 RE64とは、太陽系の最も外側の領域に存在する散乱円盤天体に分類される太陽系外縁天体で、直径は約570キロメートル (350 mi)である。2010年7月11日に、アメリカ合衆国のハワイ州に位置するハレアカラ天文台でのパンスターズ1による観測で発見された。

## 分類と軌道
(523639) 2010 RE64の観測弧は1774日であり、現在軌道を決定するのに役立つ既知のプレカバリー画像は存在しない。現在、太陽から53.7天文単位離れた位置にある。JPLによる軌道の最適な解に基づいて、1829年頃に遠日点に到達したとみられる。2079年頃に近日点に到達すると推定されている。この発見はパンスターズの功績によるものであるが、(523639) 2010 RE64は2010年9月9日にラ・シヤ天文台で観測されたデイヴィッド・ラビノウィッツ、Megan Schwamb、Suzanne W. TourtellotteによるMinor Planet Electronic Circularで最初に発表された。

## 番号と名称
(523639) 2010 RE64は、2018年9月25日に小惑星センターによって番号が付けられた（M.P.C. 111778）。2018年現在、名前は付けられていない。

## 物理的特性
一般的な太陽系外縁天体のアルベドを0.09と仮定すると、直径は約580キロメートルである。ただし、真のアルベドは不明であり、絶対等級は4.4であるため、直径が約350~780キロメートルになる可能性がある（通常のアルベドが0.05~0.25の場合）。マイケル・ブラウンは、同様の直径561キロメートルを推定した（これは0.09のアルベドと4.6の絶対等級に基づく）。